# Records d'Égypte d'athlétisme
Les records d'Égypte d'athlétisme sont les meilleures performances réalisées par des athlètes égyptiens et homologuées par la Fédération égyptienne d'athlétisme (EAF).

## Plein air

### Hommes
| Épreuve              | Record | Athlète                                                                                 | Date              | Compétition                             | Lieu        | Réf.  |
| -------------------- | --- | --------------------------------------------------------------------------------------- | ----------------- | --------------------------------------- | ----------- | ----- |
| 100 m                | 10 s 13 (+1,8 m/s) | Amr Seoud                                                                               | 12 septembre 2011 | Jeux africains                          | Maputo      | [ 1 ] |
| 200 m                | 20 s 36 (+1,3 m/s) A | Amr Seoud                                                                               | 1er août 2010     | Championnats d'Afrique                  | Nairobi     | [ 2 ] |
| 400 m                | 45 s 40 | Anas Beshr                                                                              | 11 juin 2016      |                                         | Montverde   |       |
| 800 m                | 1 min 44 s 92 | Hamada Mohamed                                                                          | 14 juillet 2017   | Meeting de Madrid                       | Madrid      | [ 3 ] |
| 1 500 m              | 3 min 38 s 16 | Hamada Mohamed                                                                          | 29 juillet 2011   | DN Galan                                | Stockholm   | [ 4 ] |
| 3 000 m              | 8 min 05 s 05 | Hamada Mohamed                                                                          | 24 juillet 2011   |                                         | Gävle       | [ 5 ] |
| 5 000 m              | 13 min 53 s 03 | Salem Mohamed Attiatalla                                                                | 14 septembre 2022 |                                         | Maadi       |       |
| 10 000 m             | 29 min 20 s 91 | Salem Mohamed Attiatalla                                                                | 16 mars 2017      |                                         | Le Caire    |       |
| Semi-marathon        | 1 h 05 min 34 s | Abdul Ahmed Al Mawgood                                                                  | 3 octobre 1999    | Championnats du monde de semi-marathon  | Palerme     |       |
| Marathon             | 2 h 19 min 39 s | Aissa Rezah Abou Diaf                                                                   | 25 décembre 1997  |                                         | Al Arish    |       |
| 110 m haies          | 13 s 71 (+1,0 m/s) | Yousuf Badawy Sayyed                                                                    | 20 mai 2023       | Championnats panarabes d'athlétisme U23 | Radès       | [ 6 ] |
| 400 m haies          | 49 s 74 | Ahmed Abdel Halim Ghanem                                                                | 12 août 1985      |                                         | Le Caire    |       |
| 3 000 m steeple      | 8 min 22 s 74 | Salem Mohamed Attiatalla                                                                | 24 juillet 2023   | Championnats d'Algérie                  | Alger       |       |
| Saut en hauteur      | 2,25 m | Karim Samir Lotfy                                                                       | 28 juin 2008      |                                         | Eberstadt   |       |
| Saut à la perche     | 5,20 m | Tamer Ashraf Mohamed                                                                    | 21 juin 2023      | Championnats panarabes                  | Marrakech   |       |
| Saut en longueur     | 8,31 m (+0,1 m/s) | Hatem Mersal                                                                            | 30 juin 1999      | Bislett Games                           | Oslo        |       |
| Triple saut          | 16,48 m (+1,0 m/s) | Hossam Salamah Shoman                                                                   | 16 septembre 2022 |                                         | Maadi       |       |
| Lancer du poids      | 21,65 m | Mostafa Amr Hassan                                                                      | 16 mars 2023      |                                         | Le Caire    |       |
| Lancer du disque     | 66,58 m | Omar Ahmed El Ghazaly                                                                   | 28 juin 2007      |                                         | Helsingborg |       |
| Lancer du marteau    | 81,27 m (AR) | Mostafa Al-Gamel                                                                        | 21 mars 2014      |                                         | Le Caire    | [ 7 ] |
| Lancer du javelot    | 89,21 m | Ihab Abdelrahman el-Sayed                                                               | 18 mai 2014       | Shanghai Golden Grand Prix              | Shanghai    | [ 8 ] |
| Décathlon            | 7 472 pts | Mustapha Taha Hussein                                                                   | 1–2 mai 2002      |                                         | Le Caire    |       |
| Décathlon            | 10 s 96 (100 m), 7,17 m (longueur), 13,35 m (poids), 1,81 m (hauteur), 49 s 18 (400 m) / 15 s 17 (110 m haies), 45,08 m (disque), 4,40 m (perche), 49,27 m (javelot), 4 min 42 s 56 (1 500 m) |                                                                                         |                   |                                         |             |       |
| 20 km marche (route) | 1 h 22 min 14 s | Mohamed Ragab                                                                           | 27 mars 2022      | Championnats d'Égypte                   | Maadi       |       |
| 50 km marche (route) | 4 h 22 min 4 s | Ahmed Deifalla Mohamed                                                                  | 19 mars 2016      |                                         | Dudince     |       |
| 4 × 100 m            | 40 s 17 | Équipe nationale Soleiman Salem Ayed Hatem Mersal M. Majdi Amr Seoud                    | 23 novembre 2007  | Jeux panarabes                          | Le Caire    |       |
| 4 × 400 m            | 3 min 08 s 18 | Équipe nationale Nafi Ahmed Mersal Ahmed Abdelhalim Ghanem Rafik Abdel Rahab H.K. Ahmed | 12 août 1985      |                                         | Le Caire    |       |

### Femmes
| Épreuve              | Record | Athlète                                                                                           | Date               | Compétition                            | Lieu       | Réf.   |
| -------------------- | --- | ------------------------------------------------------------------------------------------------- | ------------------ | -------------------------------------- | ---------- | ------ |
| 100 m                | 11 s 02 (-0,4 m/s) | Bassant Hemida                                                                                    | 7 mai 2022         | Kip Keino Classic                      | Nairobi    | [ 9 ]  |
| 200 m                | 22 s 41 (+1,4 m/s) | Bassant Hemida                                                                                    | 4 juin 2023        | FBK Games                              | Hengelo    | [ 10 ] |
| 400 m                | 52 s 84 | Bassant Hemida                                                                                    | 23 décembre 2021   | Championnats hivernaux                 | Maadi      | [ 11 ] |
| 800 m                | 2 min 07 s 7 | Wala Mohamed Ahmed                                                                                | 6 avril 2007       |                                        | Maadi      |        |
| 1 500 m              | 4 min 27 s 05 | Shahd Mohamed Abdo                                                                                | 9 décembre 2021    |                                        | Maadi      |        |
| 3 000 m              | 9 min 39 s 29 | Shahd Mohamed Abdo                                                                                | 1er septembre 2022 |                                        | Maadi      |        |
| 5 000 m              | 17 min 04 s 15 | Shahd Mohamed Abdo                                                                                | 14 septembre 2022  |                                        | Maadi      |        |
| 10 000 m             | 36 min 17 s 1 | Sarah Ahmed Abou Hassan                                                                           | 5 avril 2007       |                                        | Maadi      |        |
| Semi-marathon        | 1 h 26 min 52 s | Nesma Ammar Saad Mohamed Abdelghany                                                               | 24 mars 2018       | Championnats du monde de semi-marathon | Valence    |        |
| Marathon             | 3 h 36 min 56 s | Mona Mahmoud                                                                                      | 8 octobre 2004     |                                        | Alexandrie |        |
| 100 m haies          | 13 s 25 | Lina Ahmed Amr Gaber                                                                              | 24 mai 2023        | Championnats printaniers               | Le Caire   |        |
| 400 m haies          | 61 s 26 | Ghofrane Mohamed                                                                                  | 23 décembre 2021   |                                        | Maadi      |        |
| 3 000 m steeple      | 11 min 15 s 9 | Sarah Ahmed Aboul Hassan                                                                          | 23 mars 2008       |                                        | Maadi      |        |
| Saut en hauteur      | 1,82 m | Besnet Moussad Mohamed                                                                            | 13 avril 2016      | Championnats d'Égypte                  | Le Caire   |        |
| Saut à la perche     | 4,10 m | Fatma Elbendary                                                                                   | 27 août 2019       | Jeux africains                         | Rabat      |        |
| Saut en longueur     | 6,75 m (+1,3 m/s) | Esraa Owis                                                                                        | 14 septembre 2022  |                                        | Maadi      |        |
| Triple saut          | 13,57 m (+0,6 m/s) | Esraa Owis                                                                                        | 7 juillet 2023     | Jeux panarabes                         | Alger      |        |
| Lancer du poids      | 16,50 m | Hanaa Salah El-Melegi                                                                             | 20 juin 2000       |                                        | Le Caire   |        |
| Lancer du disque     | 53,88 m | Hiba Mecilhi Abou Zaghari                                                                         | 18 avril 2001      |                                        | Maadi      |        |
| Lancer du marteau    | 68,48 m | Marwa Ahmed Hussein                                                                               | 18 février 2005    |                                        | Le Caire   |        |
| Lancer du javelot    | 58,60 m | Hana'a Ramadhan Omar                                                                              | 25 juin 2010       |                                        | Le Caire   |        |
| Heptathlon           | 5 563 pts | Houda Mohamed Atef                                                                                | 7 juillet 2018     |                                        | Réduit     |        |
| Heptathlon           | 14 s 40 (100 m haies), 1,72 m (hauteur), 10,69 m (poids), 25 s 25 (200 m) / 6,20 m (longueur), 41,29 m (javelot), 2 min 25 s 04 (800 m) |                                                                                                   |                    |                                        |            |        |
| 10 km marche (route) | 47 min 27 s | Nagwa Ibrahim Ali                                                                                 | 21 juillet 2001    | Jeux de la Francophonie                | Ottawa     | [ 12 ] |
| 20 km marche (route) | 1 h 41 min 08 s | Nagwa Ibrahim Ali                                                                                 | 12 octobre 2002    | Coupe du monde de marche               | Turin      | [ 13 ] |
| 4 × 100 m            | 46 s 62 | Équipe nationale Maram Mahmoud Ahmed Lima Omar Jaber Ahmed Esraa Owis Enas Gharib-Mansour         | 23 juin 2023       | Championnats panarabes                 | Marrakech  |        |
| 4 × 400 m            | 3 min 50 s 19 | Équipe nationale Safa Mahmoud Ali Fawzia Ahmed Mohamed Hala Sedqi Ali Iman Mansour Abdul Muttalib | 8 avril 2019       | Championnats panarabes                 | Le Caire   |        |